# (7295) Brozovic
(7295) Brozovic est un astéroïde de la ceinture principale.

## Description
(7295) Brozovic est un astéroïde de la ceinture principale. Il fut découvert le 22 juin 1992 à Kushiro par Seiji Ueda et Hiroshi Kaneda. Il présente une orbite caractérisée par un demi-grand axe de 2,25 UA, une excentricité de 0,16 et une inclinaison de 4,7° par rapport à l'écliptique.

## Compléments